# Gian Domenico Partenio
Gian Domenico Partenio (écrit également Giovanni Partenico, né en 1633 à Spilimbergo, province de Pordenone, et décédé à Venise en 1701) est un compositeur, ténor et prêtre italien.

## Biographie
Il a commencé sa carrière musicale à la chapelle de la Basilique Saint-Marc à Venise en février 1666, quand il est entré comme ténor avec un salaire de 80 ducats. En janvier 1674, son salaire a été porté à 100 ducats. En juillet 1685, il est devenu vice-maître de chapelle de Saint Marc, succédant Giovanni Legrenzi et en mai 1692, il est devenu maître titulaire de la Cappella Marciana, prenant ainsi la place de Giovanni Battista Volpe qui est mort vers la fin de l'année précédente. Parallèlement à ses activités à la basilique de Venise, il a servi comme chef de chœur de l'Ospedale dei Mendicanti de 1685 à 1689, et probablement, pendant un certain temps, il a également travaillé à l'Ospedale degli Incurabili.
Il a été aussi un compositeur d'opéra, bien que de manière sporadique. Il a fait ses débuts en 1669 avec le drame Genserico sur un livret de comte Nicolò Beregan et plus tard, il a écrit quatre autres opéras. En tant que prêtre, il a servi à l'église paroissiale de San Martino, qui était le siège de la sovvegno di Santa Cecilia, une association de cent musiciens et professeurs de musique. Il était lui-même le principal fondateur de ce cercle, qui à l'époque était dirigée par Legrenzi et Volpe.
En son temps, il a été très apprécié à la fois comme maître de chapelle et compositeur de musique sacrée, qui survit en partie aujourd'hui.

## Compositions
Gian Domenico Partenio a écrit de la musique sacrée et des opéras.

### Opéras (liste partielle)
- Genserico, livret de Nicolò Beregan, Venise, Théâtre Saints-Jean-et-Paul (it), 1669 (avec des musiques d'Antonio Cesti)
- Iphide greca, livret de Nicolò Minato, Venise, I Saloni, primavera 1671 (seul le premier acte; second acte de Domenico Freschi, troisième acte de Gaspare Sartorio) (livret)
- La costanza trionfante, livret de Cristoforo Ivanovich, Venise, Teatro San Moisè, 1673 (livret)
- Dionisio, overo La virtù trionfante del vitio, livret de M. Noris, Venise, Chiesa dei Santi Giovanni e Paolo, 3 janvier 1681 (la musique du premier acte est de Petronio Franceschini)
- Flavio Cuniberto, livret de Norsi, Venise, Chiesa di San Giovanni Grisostomo, 29 novembre 1681 (révisé en 1687)

### Autres
- Missa pro defunctis a quattro voci
- Jesum Nazarenum, mottetto a tre voci
- Confitebor tibi, mottetto a due voci
- Il fervido meriggio, cantate

## Source de la traduction
- (it) Cet article est partiellement ou en totalité issu de l’article de Wikipédia en italien intitulé « Gian Domenico Partenio » (voir la liste des auteurs).